# Arrondissement de Neufchâtel
L'arrondissement de Neufchâtel est une ancienne subdivision administrative française du département de la Seine-Inférieure créée le 17 février 1800 et supprimée par le décret du 10 septembre 1926. Les cantons le constituant furent alors rattachés à l'arrondissement de Dieppe.
Cet arrondissement correspondait au pays de Bray augmenté de la haute vallée de la Bresle. Bien que disparu depuis longtemps, cet arrondissement continue de fournir le tracé de plusieurs structures intercantonales (en particulier, celle du pays de Bray, les cantons le constituant ayant une spécificité les distinguant nettement de ceux du pays de Caux et de la région rouennaise.

## Composition
Il comprenait les cantons d'Argueil, Aumale, Blangy, Forges-les-Eaux, Gournay, Londinières, Neufchâtel et Saint-Saëns.

## Sous-préfets
| Période          | Période           | Identité                          | Fonction précédente                             | Observation                                                                                     |
| ---------------- | ----------------- | --------------------------------- | ----------------------------------------------- | ----------------------------------------------------------------------------------------------- |
| ca 1824          |                   | Baron de Viel-Castel              |                                                 |                                                                                                 |
|                  |                   |                                   |                                                 |                                                                                                 |
| 6 juin 1840      | 20 novembre 1849  | Emmanuel Combe-Sieyès             | Sous-préfet de Ploërmel                         | Nommé préfet de la Haute-Marne                                                                  |
|                  |                   |                                   |                                                 |                                                                                                 |
| 27 mars 1851     | 16 mars 1853      | Constantin Arnoux de Maison-Rouge | Sous-préfet de Gannat                           | Nommé sous-préfet de Reims                                                                      |
|                  |                   |                                   |                                                 |                                                                                                 |
| 4 août 1869      | 26 mars 1871      | Marie-Joseph Picquet-Damesme      | Sous-préfet de Florac                           | Nommé secrétaire général de la préfecture du Rhône pour l'administration                        |
|                  |                   |                                   |                                                 |                                                                                                 |
| 31 décembre 1877 | 26 janvier 1881   | Paul Wallet                       |                                                 | Nommé sous-préfet d'Yvetot                                                                      |
| 26 janvier 1881  | 14 novembre 1886  | Jean Cousin de la Tour Fondue     | Sous-préfet de Sisteron                         | Remplacé                                                                                        |
| 14 novembre 1886 | 22 décembre 1891  | Henri Bouffard                    | Conseiller de préfecture de la Seine-Inférieure | Nommé sous-préfet de Louviers                                                                   |
| 22 décembre 1891 | 7 janvier 1894    | André Regnault                    | Conseiller de préfecture de la Seine-Inférieure | Nommé chef adjoint du cabinet du ministre de l'Intérieur David Raynal                           |
| 7 janvier 1894   | 31 juillet 1894   | Georges Rocher                    |                                                 | Remplacé                                                                                        |
| 31 juillet 1894  | 5 avril 1899      | Pierre Defaucamberge              | Sous-préfet de Saint-Yrieix                     | Nommé secrétaire général de la préfecture d'Indre-et-Loire                                      |
| 5 avril 1899     | 31 mars 1905      | Jean D'Heilles                    | Secrétaire général de la préfecture du Cantal   | Devient percepteur et est nommé sous-préfet honoraire                                           |
| 31 mars 1905     | 30 juillet 1906   | Auguste Boivin                    | Sous-préfet de Mirecourt                        | Nommé sous-préfet d'Yvetot                                                                      |
| 30 juillet 1906  | 1913              | Robert Ridel                      | Sous-préfet de Louhans                          | Mort en fonction                                                                                |
| 7 septembre 1913 | 1er août 1914     | Léon Moine                        | Sous-préfet d'Uzès                              | Nommé sous-préfet de Moûtiers                                                                   |
| 15 juillet 1914  | 2 février 1918    | Georges Hammond                   | Sous-préfet d'Arles                             | Nommé sous-préfet d'Aix                                                                         |
| 17 février 1918  | 6 août 1920       | Paul Chiraux                      | Sous-préfet de Belley                           | Nommé sous-préfet d'Yvetot                                                                      |
| 6 août 1920      | 6 août 1920       | Jean Party                        | Sous-préfet de Remiremont                       | Non installé. Nommé rédacteur principal à l'Administration centrale du ministère de l'Intérieur |
| 6 août 1920      | 22 septembre 1926 | Georges Maillard                  | Mobilisé                                        | Rattaché à la préfecture de la Seine-Inférieure à la fermeture de la sous-préfecture            |